# Українська революція у Шостці
Українська революція у Шостці — події Української революції — національно-визвольної боротьби українського народу у 1917—1919 роках у м. Шостка на Сумщині.

## Перебіг подій

### Початок революції
Звістка про перемогу Лютневої революції швидко дійшла до Шостки.
Розгубленість минула швидко і вже 4 березня 1917 була відправлена шосткинцями вітальна телеграма в Петроград. Також робітниками заводу було прийняте рішення створити, за прикладом Петербургу та Москви, свою Раду робітничих депутатів. Вибори призначили на 5 березня. Цей робочий день оголосили святковим, укороченим до обіду. З ранку 5 березня 1917 робітники кожної майстерні ШПЗ обирали на зборах свого делегата до організаційного комітету по створенню Ради. Опівдні відбулася маніфестація шосткинців по Садовій вулиці. Десь о другій годині дня натовп з червоними прапорами рушив від головних воріт прохідної до військової казарми. Там маніфестанти запросили солдатів Полтавського полку приєднатися до них. У солдатів теж вже були підготовлені червоні прапори, залишилося лише отримати дозвіл начальника команди на залучення акції ще й музикантів. Далі під звуки музики військового оркестру і зі співом революційних пісень шосткинці пройшлися по Садовій вулиці. На Базарній площі, на місці біля каплиці, розпочався мітинг з вітаннями Лютневої революції. Всього у демонстрації взяло участь близько 8 тисяч людей.
На зборах партії Соціалістів-революціонерів, яку у Шостці очолював Гнат Ахтирко, обговорювались плани щодо створення шосткинського ударного батальйону для відправлення на фронт, щоб той вів війну до остаточної перемоги над німцями. Після зібрання провели запис есерів в батальйон, першими записалися: Пантелій Киричек, Севастян Кореньков, Михайло Барков, Степан Шевченко, Михайло Івахно, Петро Гонченко, Захар Віник, Петро Никифоров та інші. Есерами було влаштовано велелюдний мітинг, де лунали заклики записуватися у батальйон. На мітингу намагалися виступити деякі пробільшовицьки налаштовані робітники та їх було усунено, а більшовика Шереметьєва, що виступив на мітингу намагалися вбити, але він заховався у натовпі. Перед відправленням бійців на фронт відбулося урочисте, з музичним супроводом, загальноробітниче засідання у літньому клубі ШПЗ. Приблизно у квітні 1917 року батальйон смерті, до якого за деякими згадками всього записалося більше 100 людей, було сформовано під командуванням офіцера, надісланого «від Керенського», та відправлено з Шостки через Льгов, Брянськ, Вітебськ, Псков та Виру на Ризький фронт. Батальйон зазнав поразки та повернувся додому.
29 квітня у Шостці утворився український клуб і гурток «Просвіта» куди спочатку записалося 700 людей, а після маніфестації — ще 350 членів. При клубі читались лекції на політичні теми. Начальник порохового заводу полковник Юркевич закликав, «щоб завод був прилучений до Києва, а не до Петрограду через те, що до Петрограду далеко звертатись за всякими потребами і багато йде на се часу». Було зібрано 350 карбованців на національний фонд, заснований Українською Центральною Радою.
У вересні 1917 року Шосткинська Рада робітничих і солдатських депутатів провела арешти серед місцевої буржуазії.
8 листопада 1917 року відбувся мітинг робітників Шосткинського порохового заводу, гарнізонних солдатів та громадян селища Шостки у кількості 1200 людей, що вітав жовтневе збройне повстання і закликав трудящих зміцнювати владу Рад робітничих, солдатських і селянських депутатів. Присутні на мітингу привітали Уряд робочих, селян і солдатів і закликали повсталих в Петрограді товаришів пильно стежити за тим, щоб завойована влада залишилася в руках рад робітників, солдат і селян, закликали не довіряти влади меншовикам, оборонцям і правим есерам — партіям, що виступали за продовження світової війни, як оборонної. Мітингувальники закликали, щоб новий російський уряд був відповідальний тільки перед Всеросійською радою робітничих і солдатських депутатів, а діяльність його повинна контролюватися виконавчим комітетом цієї ради.
У кінці листопада — на початку грудня 1917 року Конотоп, Путивль, Глухів, Шостку та інші населені Сумщини зайняли озброєні сили УНР (так звані «курені смерті»). Більшовицькі організації пішли в підпілля і розгорнули підготовку до збройної боротьби проти Центральної Ради.

### Перша більшовицька окупація
З початком Радянсько-української війни, у грудні 1917 р., відбулася перша більшовицька окупація Шостки силами загонів петроградських і московських робітників, сформованих із учасників жовтневих боїв у Москві. Шостку до 14 січня 1918 року обороняв загін Вільного козацтва. Відомо, що перед тим у Шостці та Воронежі зокрема знаходилось 50 — 60 козаків вільного козацтва сотенного (штабс-капітана) Монастирського. Шосткинські більшовики одразу, у грудні 1917 р., зорганізували свій перший революційний комітет.
25 січня 1918 року до Шостки виїжджав молодший брат Симона Петлюри, командир куреня Дорошенківського полку, Олександр Петлюра, де очолював таємну бойову повстанську організацію. В той час Симон розпочав організацію козацьких добровольчих відділів. Із таким відділом під кінець січня 1918 року Олександр вирушив визволяти захоплений більшовиками Київ..
9 лютого 1918 р. Центральна Рада підписала з Німеччиною, Австро-Угорщиною, Туреччиною та Болгарією Берестейський мирний договір за яким в тому числі Німеччина та Австро-Угорщина надавали молодій державі збройну допомогу в боротьбі з більшовиками. Це спричинило поспішну «евакуацію» більшовицьких військ з території України. 4 (17) березня 1918 року Друга (Особлива) армія під командуванням анархіста Опанаса Ремньова увійшла до Шостки з загоном з 300 стрільців-червоногвардійців і моряків з чотирма кулеметами, маючи резерв на станції Терещенська зі 100 стрільців при 3 кулеметах і двох броньовиках та заснував там свій штаб. Водночас на Шосткинському пороховому заводі (ШПЗ) почала діяти більшовицька евакуаційна комісія, метою якої було вивезення цінного обладнання порохового заводу та грошей призначених для виплати робітникам до Росії. До того ж, не зустрівши підтримки серед населення Шостки, Ремньов уже беззаперечно заявив про його намір підірвати завод «в ім'я спасіння Росії». В той же час шосткинські меншовики та есери об'єдналися та створили спільний підпільний штаб, який знаходився в будівлі заводоуправління. Більшовики та промосковськи налаштовані шосткинці перебували в меншості до пануючої самостійницької більшості Шостки.

### Бій під Шосткою

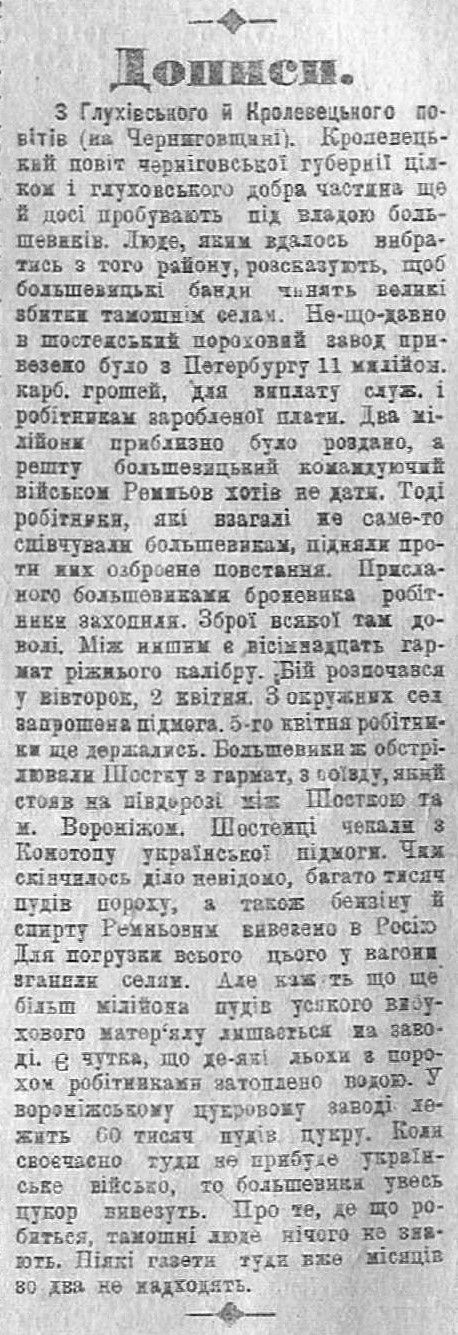
Газета «Нова Рада» (Київ), № 53 від, стор. 4

На 20 березня (2 квітня) 1918 було скликано мітинг, на якому підлягало вирішенню питання про організацію збройного опору загону Ремньова із застосуванням всіх видів зброї та її мобілізації всюди, де тільки вона знайдеться. Цей мітинг зібрався у дворі казарми полку. Есери пропонували підняти повстання проти Ремньова і більшовиків, яких називали бандитами та закликали боротися «за єдину, неділиму Україну», агітували, що «більшовики прислали бандитів, які хочуть пограбувати завод, забрати усі верстати та цінності заводу, робітників залишити без праці та зруйнувати завод». Перевага проукраїнських настроїв в Шостці була закономірною, бо 80 % (6,5 тис. людей) її населення становили українці. Мешканці Шостки були виведені з терпіння поведінкою Ремньова, його наміром пограбувати завод та оголошеною ним мобілізацією чоловіків від 20 до 30 років. Організатори мітингу зажадали розкрити цойґгаус зі зброєю і видати її робітникам, які негайно почали її розбирати. Ремньовці вислали зі ст. Терещенської сотню солдатів та комісара Іллю Моргуна для переговорів з «караульним полком», що постійно стояв у Шостці. Під'їхавши до казарм полку, Моргун закликав припинити розбирати зброю зі складів, звернувся до солдат: «Товариші, солдати, ми просимо вас не втручатися, нам потрібний порох»… Пролунав постріл з 2-го поверху і Моргун, обливаючись кров'ю, упав біля сходів казарми. Моргун загинув від рук меншовика білогвардійця Григорія Юрченка і його сподвижника Романа Литовченка. Солдати роззброїли ремньовців. Шість членів ради робітничих і солдатських депутатів були заарештовані.
Мешканці Шостки, озброївшись гвинтівками місцевої «караульної команди», що розбіглася, повстали. Повстанці розігнали місцеву раду, більшовицький комітет, евакуаційну комісію та відкрили рушничну стрілянину по вагонах штабу Особливої армії Опанаса Ремньова. Ремньов на деякий час відступив. У цей час шосткинські повстанці сформували штаб, розбилися на загони. На ранок шосткинцями було за всіма правилами військової техніки обладнано лінію оборони, а на базарі поставили гармати. Були організовані інтендантська служба, санітарна частина, були споряджені спеціальні команди для підриву залізничних мостів. У майстернях закипіла робота з виготовлення патронів, снарядів та бомб. Селяни, дізнавшись про повстання, навезли робочим обози хлібу та інших харчів. У повстанні взяло участь за деякими даними до 3-х тисяч шосткинців. Шосткинцями було направлено делегацію в німецький штаб з проханням швидше зайняти пороховий завод, інакше його розберуть і підірвуть більшовики.
Бій з загоном Ремньова, якому на допомогу прибув партизанський загін з Брянська почався 20 березня (2 квітня) 1918 за участю кулеметів та тривав п'ять діб, протягом яких шосткинці вільно відбивали напади більшовиків, причому робітникам вдалося підбити більшовицький потяг, відняти броньовик та підстрелити аероплан, з якого пілота було взято в полон. Повстанці намагалися відремонтувати літак та використати його проти червоноармійців, летіти мав Костянтин Юрченко.
До ст. Терещенська повстанцями було відправлено команду, щоб підірвати залізничний міст до Шостки та декілька розвідок, щоб довідатися про сили ремньовців, їхнє озброєння та дух. Не доходячи до мосту з'явився більшовицький бронепотяг та відкрив вогонь. У результаті були вбиті. Впіймавши розвідників, ремньовці довідалися, що керівництво шосткинських робітників перебуває в руках полковників і що «караульний полк» не бере жодної участі в бою проти ремньовців.
Ремньовці, скупчивши всі свої сили на лінії роз'їзду Макове — Гамаліївський монастир — ст. Терещенська, почали планово наступати. Бій почала шосткинська «самооборона». На гарматні вибухи з панцерного поїзда червоногвардійців, що стояв коло роз'їзду Макове, «самооборонці» почали ураганний гарматний вогонь. Сім гармат повстанців різних калібрів від 3 до 6 дюймів були забрані зі стрільбища для випробування пороху, виставлені на позиції на Базарній площі та відкрили вогонь у відповідь на бомбардування, розпочате Ремньовим. Кулі дощем летіли на ремньовців. Червоногвардійським загонам не можна було підвести голову від куль. Повстанці розділили гармати на дві батареї: одною командував Каблицький, другою Янковський; стріляли зокрема офіцер Пантелеймон Колодко та Микита Голубовський. Як з одного, так і з другого боку було багато поранених та вбитих.
Бій тривав цілими днями. Червоногвардійці прагнули дістати в порохових льохів, а робітники не здавалися. На ніч бій стихав. Ремньовці не наступали, а «самооборона» обмірковувала, як наступного дня поновити відсіч. Ранком починалася невелика перестрілка, а в обідню пору червоногвардійські загони ремньовців підступали майже до околиць Шостки. Бували випадки, коли сторони сходилися майже в рукопашну..
Тим часом біля села Пирогівка залишився заблокованим Новгород-сіверський червоногвардійський загін, під командуванням Михайла Ромченка, що цілком налічував більше двох сотень людей, чотири станкових кулемета, дві 3-х дюймових гармати і десять кавалеристів, однак розміщувався на розлогій території аж до Новгород-Сіверського включно. Шосткинські повстанці почали обстрілювати та вбивати більшовицьких активістів і особовий склад загону. Повстанцями було вбито активного фронтового більшовика, комісара села Пирогівка Матвія Тарасенка, кавалериста Богданця та інших «товаришів». Ситуація для більшовиків постійно ускладнювалась, у тому числі через наближення німецьких військ на відстань вже 20-25 км.

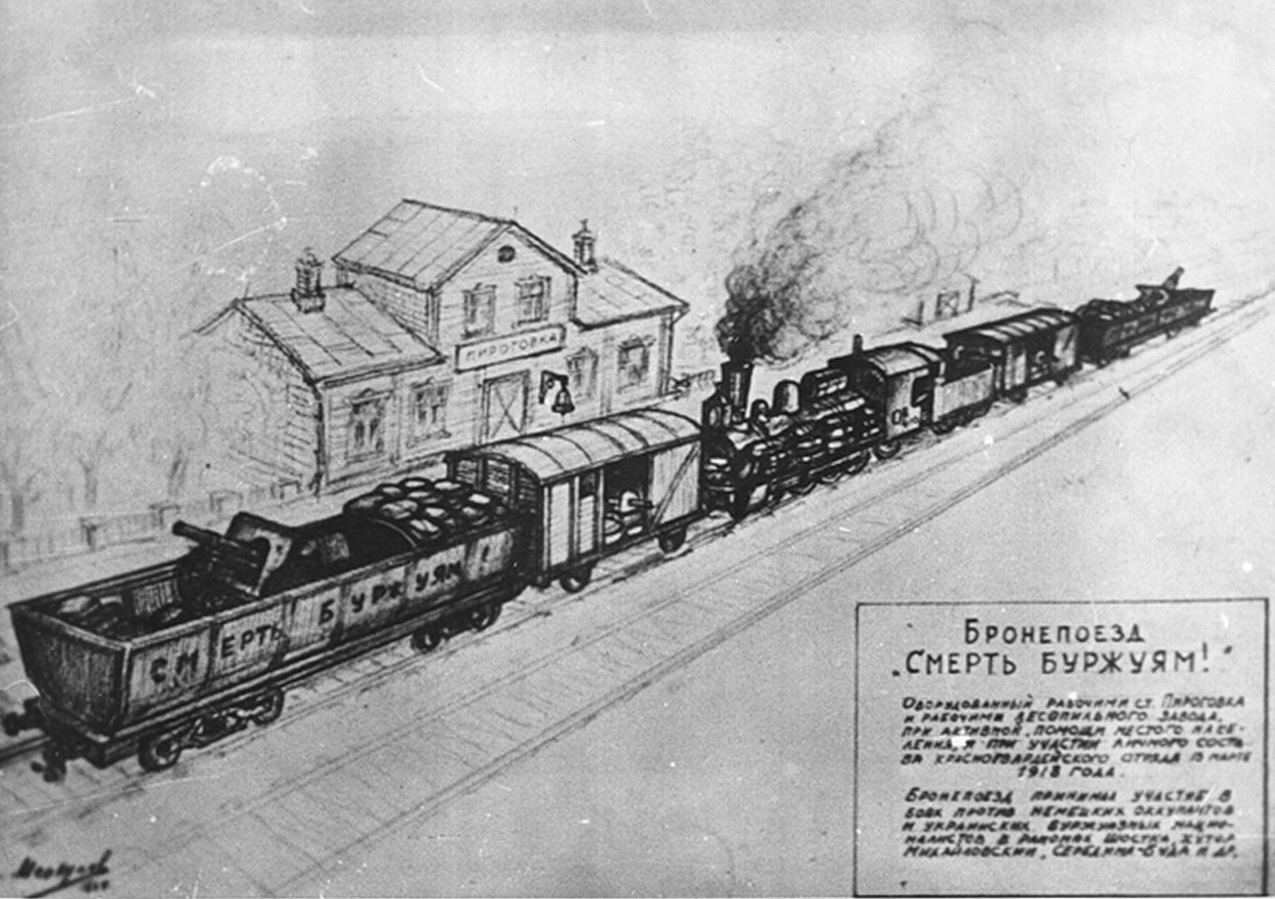
Більшовицький бронепотяг «Смерть буржуям»

За допомогою місцевого населення Пирогівки, в досить короткий термін червоні обладнали імпровізований бронепотяг, назвавши його «Смерть буржуям». Ця назва була написана фарбою на стінах вагонів бронепоїзда. Коли «бронепоїзд» був готовий Ромченко з помічником Степановим в цілях розвідки вирушили на ньому в напрямку Шостки. У районі хутора Лазаревського до бронепоїзда з білим прапором підійшла група шосткинських повстанців та запропонувала вислати делегацію в їх штаб для переговорів. Як делегати пішли Ромченко зі Степановим. Переговори завершились тим, що повстанці пропустять загін на бронепоїзді через Шостку на Брянськ без бою та звільнять червоногвардійців, що потрапили у полон. Однак повстанці не втримали обіцянки, та обладнавши шанці та підірвавши маленький залізничний міст, прийняли рішення не пропускати червоних. Втім після того як бронепотяг відкрив вогонь, шосткинські повстанці не чинили опору, тому червоним вдалося полагодити міст та направитися через Шостку на ст. Терещенська, а потім на Хутір Михайлівський — Зернове до нейтральної зони.

#### Три версії закінчення бою
Версія керівництва Порохового заводу (повстанців)
24 березня (6 квітня) 1918 Ремньов повів на Шостку рішучу атаку двома колонами. Колона, що атакувала правий фланг була розбита, причому робітники взяли в полон сімдесят більшовиків з помічником Ремньова Кузьміним. Під час бою права колона підняла білий прапор і більшовики заявили про своє бажання вести мирні переговори.
Військові дії припинилися та парлементерів направили в штаб. Скориставшись перемир'ям Ремньов ввів у Шостку загін чегвоногвардійців, який вирішив участь оборони. Повстанці зазнали поразки, та відійшли, запросивши підмогу у Військового міністерства УНР.
Нейтральна версія
Закінчився бій тим, що Ремньов зайняв Шостку. Загін матросів, що вступив з боку хут. Михайлівського, повів агітацію серед робітників, що брали участь у бою з Ремньовим, доводячи, що вони були спровоковані і це в основному вирішило результат бою, тому що робітники незабаром розійшлися.
Версія більшовиків
У повітрі було вогко, весна брала своє: підбивалося сонце вище, сніг танув, по ланах не можна було ходити, бо ноги так і липли в багнюці. А в обідню пору текли по ланах рівчаки. Позамазавшись робітники лаялися й шукали винуватця цієї безглуздої бійки. Ремньов скористувався з такого становища, під прикриттям своїх червоногвардійців зібрав жителів Петухівки, розповів їм за що він та його загін б'ються і прохав передати робітникам, що їх задурила воєнщина, що він, Ремньов, їх не каратиме за те, що вони билися, він обіцяє навіть не відбирати тієї зброї, що її вони мають і просить дозволу приїхати на робітничі збори, якщо робітники гарантують йому життя, щоб не сталося так, як із т. Моргуном у казармах.
Прохання Ремньова та безвихідь, у яку завела воєнщина, вплинули на робітників і надвечір з табору «самооборонців» виїхало 10 парламентарів на ст. Терещенську з писаною умовою від імені 15 тисяч робітників. У цій умові, переданій через петухівців, робітники приймають і гарантують життя Ремньову. Дуже погано почувала себе верхівка в особі Тархова, Чадаєва, Колодка, лікаря Филипенка та інші.
Вранці урочисто на білому коні в'їхав Ремньов з однією сотнею у Шостку, робітники озброєні рушницями зібралися на майдані. Ремньов, зійшов на трибуну й розповів про мету приходу до Шостки. Свою промову Ремньов закінчив словами, що робітництво найвірніший спільник червоногвардійців й що він нікого не переслідуватиме. А зброю хай робітництво залишає в себе, бо близький час, коли німецько гайдамацьке військо підійде до Шостки. Ремньов пообіцяв, що він бере на себе та своїх червоногвардійців охорону громадського порядку містечка. Мітинг закінчився повним співчуттям до червоногвардійців.
Зі сторони Шосткинців у бою загнули: 20 березня (2 квітня): Борис Миколайович Непомнящий, 55 р.; 22 березня (4 квітня): Іван Миколайвич Сирота, офіцер, 23 р., Петро Іванович Голубчиков 15 р. (при бомбардуванні); 23 березня (5 квітня): Михайло Федорович Морозов, 28 р.; 24 березня (6 квітня): Григорій Якович Франчик, поручик, 21 р., Дмитро Калиникович Альпашкін, 35 р., Семен Павлович Білов, 35 р., Максим Костянтинович Шаповалов, 34 р., Іван Михайлович Петровський, 53 р., Михайло Іванович Перепелов, 35 р., Олександр Романович Тирпичний, 24 р.
Від ран, отриманих в бою загинули: 25 березня (7 квітня): Михайло Григорович Кравченко, 15 р.; 28 березня (10 квітня): Іван Іванович Биченко, 23 р.; 17 (30) квітня: Григорій Іванович Кукарешников, 54 р.; 4 (17) жовтня: Дмитро Опанасович Михалєв, 18 р.
На ранок червоногвардійці вели до свого штабу активних учасників повстання та розстрілювали їх, проте офіційно зазначалося, що їх направляли до тилу Червоної Гвардії для подальшого розслідування. Ремньов наказав терміново відправити 40 тисяч пудів пороху ніби на фронт проти німців-гайдамаків, що з ними ремньовці в той час бились біля міста Кролевця, проте порох справді було надіслано на північ до Москви. З порохового заводу більшовиками також було вивезено 35 вагонів цінного обладнання, зокрема платинові чаші та змійовики вагою 53,38 кілограми. Особлива армія Ремньова, пограбувавши пороховий завод, відступила на 150 верст до російського Брянська.
Організовані сили повстанців після перемир'я перечікували у селах в очікуванні підходу німецьких військ, з якими їх зв'язкові безперервно підтримували зв'язок, інформуючи про стан справ у Шостці.
29 березня (11 квітня) 1918 було вбито капітана шосткинської місцевої порохової команди Володимира Леонтійовича Демченка, 38 р.
Німецьке командування почало наступ на станцію Макове (Шосткинський район) з тим, щоб перерізати шлях загонові Ремньова й іншим частинам Червоної Армії. Це змусило Ремньова залишити Шостку, ведучи бої з переважаючими силами німців.

### Українська Народна Республіка та Українська Держава

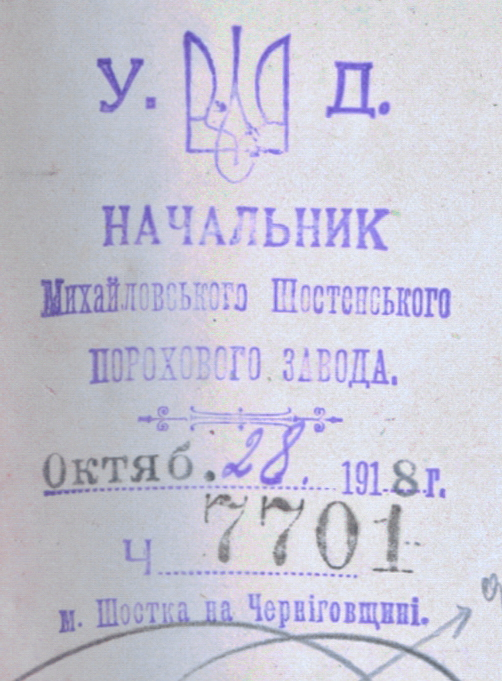
Заголовок листа начальника ШПЗ періоду Української Держави

У період короткого безвладдя, на початку квітня 1918 року, Литовченко за завданням есерівської партійної організації організував зібрання у будинку полковника Лишева. На цьому зібранні Литовченко казав, що Шостку треба охороняти, та що на допомогу йдуть українці, яких треба підтримувати. Після зібрання Литовченко почав проводити запис у загін охорони, який почали називати його іменем. До загону записались Іван Сутоцький, Ілля Ковтун, Федір Трегубченко, Олександр Ребенко, Іван Биченко, Михайло Шашура, Анатолій Лишков, Василь Симакін, Яків Титаренко, Захар Віник, Павло Доценко, Василь Седов, Юхим Робок, Петро Никифоров та багато інших. Було визначено штаб загону з трьох осіб: Романа Литовченка (командир), Юхима Робока, Анатолія Лишкова. Загін було організовано у тому числі для припинення погромів, які чинили більшовики в Новгороді-Сіверському, звідки в Шостку явилася делегація з проханням надати допомогу населенню. За завданням меншовистсько-есерівського блоку Литовченко був відправлений до Конотопу, щоб розвідати які війська рухаються до Шостки. Литовченко доповів, що до Шостки йдуть наші українські війська, в дійсності ж першими у Шостку увійшли німецькі війська. Після урочистого входу німецьких військ до Шостки 5 (18) квітня 1918, вже рано вранці 7 (20) квітня 1918 загін першим прибув у Новгород-Сіверський. Причому німецькі війська вступили у місто пізніше, о 10 годині. Загін Литовченка виявив 75 вбитих, почав проводити обшуки та заарештував близько 12 людей, помічених у бандитизмі. З наказу Литовченка у тюрмі Іваном Комендантом було розстріляно матроса, про якого повідомлялось, що він вирізав сім'ю з 5 людей.
У Шостці була запроваджена німецька комендатура, а з приходом до влади в Україні гетьмана Павла Скоропадського в травні 1918 р. з'явилася ще й гетьманська комендатура. Комендантом був Георгій Пилипенко а згодом Степан Шашура. На зміну охоронному, було сформовано гетьманський загін чисельністю до 70 людей, налаштований на самостійницькі ідеї, командиром якого також був Роман Литовченко.
Загін Литовченка вів активну боротьбу проти осіб, підозрілих у зв'язках з червоними партизанами. Зокрема відомо, що було вбито більшовицького комісара Чернишова. За підозрою в співчутті більшовикам було заарештовано групу осіб, які були конвойовані до в'язниці у Глухові. По дорозі арештовані брати Яким та Павло Євдокименки втекли а Івана Зеленського було вбито коло с. Береза. Члени загону, на чолі з комендантом Пилипенком двічі виїжджали в с. Собичеве та Івот для боротьби з більшовицькими загонами.
У ніч з 6 на 7 серпня 1918 року за рішенням Всеукраїнського центрального військово-революційного комітету з'єднання червоних почали одночасний наступ з нейтральної зони на найближчі великі поселення: міста Новгород-Сіверський, Шостку, Ямпіль та Глухів. Г. Л. Богданов повів наступ на Шостку. У лісі, недалеко Шостки зосередилися загони червоних: Антонівський, під командування Красняка та Чепика, Каліївський, під командуванням Т. Гончарова, Івотський, Вовнянський та ще 3-5 загонів. Таким чином утворене з'єднання, що за чисельністю перевищувало 1000 людей, на підступах до Шостки зав'язало бій з німецько-гайдамацькими військами, що зустріли червоних сильним рушничним та кулеметним вогнем. З'єднання, не отримавши допомоги з Шостки, було вимушене відступити, а в його лавах виникала паніка. Втім нальоти червоних повторювались і далі.
18 вересня 1918 року більшовицькі підпільники висадили в повітря пороховий склад.
У жовтні 1918 року до Шостки прибула есерівська делегація з 8 людей на чолі з Яковом Саксоновим та просила збройної допомоги в боротьбі з більшовиками. Загін Литовченка висувався через Новгород-Сіверський до містечка Грем'яч, де розправлявся з більшовиками. Існують свідчення, що загін Литовченка брав участь у погромах, в побиттях та обшуках квартир більшовиків.
Також у Шостці діяла політична агентура інформаторів про більшовицький рух в Чернігівській губернії.
У жовтні-листопаді з Шостки у велике село Івот висунувся озброєний загін та разом з місцевим населенням розігнав сільську раду, захопивши владу в свої руки і оголосивши село самостійною «Івотською Республікою». Ватажки цього повстання збиралися закликати у село німецько-українські війська та поширити владу УНР на всю українську територію до кордону. Більшовицький Всеукраїнський центральний військово-революційний комітет спішно вислав туди загін червоних, який розбив цю «Республіку». У бою були вбиті офіцери, організатори цього виступу Ладинський, Петренко та інші. Решта учасників повстання встигли повернутися до Шостки.
За часів Української держави на пороховому заводі діяла так звана демобілізаційна комісія, що мала на меті переведення заводу з військового режиму роботи до випуску виробів мирного часу. Завод поступово почав приймати приватні замовлення, відновлювалась його робота. У жовтні 1918 року було укладено договір про проводку електричної мережі для освітлення вулиць поселення та приватних будинків. В той же час зі складів заводу постійно вивозились цінні матеріали: порох, нафта, спирт, металічні вироби, тканини. Згідно з Брест-Литовським мирним договором 3/5 майна заводу було передано німецькій стороні. Це призводило до зневіри робітників у завтрашньому дні.
26 жовтня (8 листопада) 1918 відбувся вибух на Капсюльному заводі, загинуло три людини: Варвара Мозрист, 17 р., Марія Білик, 22 р. та Катерина Максимівна (прізвище невідоме).
Після видання гетьманом грамоти «До всіх українських громадян», в якій говорилося про федерацію Української держави з небільшовицькою Росією, Шостка, у результаті антигетьманського повстання, 9 (22) листопада 1918 року перейшла з рук гетьманців до прихильників Директорії: 2-ий курінь 2-го Сірожупанного полку військ Директорії «роззброїв у Шостці відділ гетьманців, ядром якого був загін 5-го Глухівського полку» (мається на увазі 5-й Чернігівський корпус Української Держави). У Шостці на вулицях було організовано демонстрацію. Демонстранти з духовим оркестром ходили по місту вдягнуті у національне вбрання на співали українських пісень в тому числі «Ще не вмерла Україна», закликали населення підтримати отамана Петлюру та боротися за самостійну Україну. На пороховому заводі робота пішла повним ходом.
Згодом склади в Шостці перейшли під охорону Чорноморської дивізії Осадного корпусу військ УНР, а Сіра дивізія була направлена на Волинь для поповнення.

### Друга більшовицька окупація
Як мінімум у червні-грудні 1918 року у Шостці знаходились частини 95-ї піхотної дивізії Прусської армії, що була розташована по лінії: Шосткинський завод — Ямпіль — Рильськ — Кореневе зі штабом у Конотопі.
У наслідок революції в Німецькій імперії німецькі війська приблизно 27 листопада (10 грудня) 1918 залишили Шостку та направились додому.
5 (18) грудня 1918 року військами 2-го Новгород-Сіверського полку 1-ї української радянської дивізії під командуванням Тимофія Черняка був зайнятий Пороховий завод, а 7 (20) грудня 1918 й поселення Шостка. Петлюрівські частини без бою залишили Шостку та відійшли у м. Кролевець.
Шостка, 18 грудня 1918 р.

Повідомляю, що Шостенський пороховий завод мною зайнятий, станція Терещенська зайнята загоном Бібика. Місто Глухів зайняте місцевим третім сформованим полком. Петлюрівці відійшли до міста Кролевець, в двадцяти п'яти верстах від станції Терещенської. Німцями підірвано залізничний міст, до виправлення заходи прийняті. Рухомий склад відведено до міста Кролевець. До організації на місцях влади вжито заходів, населення зустрічає нашу частину з великим захопленням. В тому числі про розташування вправо чекаю подальшого вашого розпорядження.

Командир полку Черняк.
Телеграма командира полку т. Черняка начальнику 1-ї Української радянської дивізії.

Шостка, 20 грудня 1918 р.

Повідомляю, що полком зайнято містечко та посад Шостка. Петлюрівці і німці знаходяться в місті Кролевці. [Робота] по закріпленню бойової ділянки йде успішно. Прошу повідомити, де знаходяться частини дивізії, розташовані вправо, а також прошу прискорити висилку платні, обмундирування, спорядження і озброєння. У Шостці знаходиться самоохорона до 700 осіб з гвинтівками, кулеметами, а також є гармати: одна З-дюймова, одна мортира 6-дюймова, одна 8-дюймова і одна 9-дюймова, а також є снаряди і рушничні патрони. Прошу вашого подальшого розпорядження.

Документи про розгром німецьких окупантів на Україні в 1918 р., Держполітвидав, 1942 р.
У лютому 1919 року відбувся антибільшовицький заколот анархістів у Глухівському повіті. Заколотники були швидко розгромлені. У зв'язку із заколотом Шосткинська комуністична парторганізація перейшла на військово-бойове становище. До Глухова був надісланий збройний загін комуністів та співчуваючих..
У червні 1919 року у Шостці відбувся призов до Чернігівського комуністичного полку РСЧА, солдатів було відправлено на боротьбу з денікінцями.

### Під владою денікінців
У липні 1919 року в Шостці було оголошено надзвичайний стан. У вересні під натиском Добровольчої армії радянські війська залишили місто.
29 серпня (11 вересня) 1919 були розстріляні Василь Дель та Федір Чмих.
Влада білих протрималася недовго — в листопаді 1919 р. частини 14-ї армії Червоної армії зайняли Шостку.

### Учасники боротьби, пов'язані з Шосткою (біографічні довідки)
- Алфьоров Михайло Григорович, нар. 17 листопада 1894 у м. Вороніж Глухівського п., Підпоручик. В армії УНР. Взятий у полон. Станом на 1 вересня 1922 нар. на особливому обліку в Чернігівському ГПУ.
- Бахан Сергій Олександрович, нар. у 1887 у м. Шостка. Прапорщик. Учасник Білого руху. Взятий у полон. На особливому обліку в Україні з 1923 нар.
- Брежнєв Михайло Матвійович, нар. у 1890 у Воронежі Глухівського п. Підпоручик. Учасник Білого руху. Взятий у полон. На особливому обліку в Україні з 1924 року.
- Васильєв Федір Петрович, нар. у 1889 у Шостці. Офіцер. Учасник Білого руху. Взятий у полон. На особливому обліку в Україні.
- Герасимов Полієвкт Петрович, нар. у 1891 у Шостці. Підпоручик. У Збройних Силах Півдня Росії. Взятий у полон. На особливому обліку в Україні.
- Гірн Олександр Олександрович, нар. у 1895 у Шостці. Офіцер. У Збройних Силах Півдня Росії. Взятий у полон. На особливому обліку з 1924 в Україні.
- Дедик Іван Матвійович, нар. у 1891 у Шостці. Прапорщик. У гетьманській армії. Взятий у полон. На особливому обліку з 1923 в Україні.
- Дель Федір Федорович, нар. у 1899 у Шостці. Чиновник воєнного часу. У Збройних Силах Півдня Росії. Взятий у полон. На особливому обліку з 1922 в Україні.
- Дикий Іван Сильвестрович, нар. у 1887 у Шостці Чернігівської губ. Чиновник воєнного часу. Учасник Білого руху. Взятий у полон в 1919. На особливому обліку в Україні.
- Дорошенко Микола Олексійович, нар. у 1887 у м. Вороніжі Шосткинського п. Прапорщик. Учасник Білого руху. Взятий у полон. На особливому обліку в Україні.
- Дудко Омелян Семенович, нар. у 1892 у Шостці Чернігівської губ. Підпоручик. У Збройних Силах Півдня Росії. Взятий у полон, на обліку в Тульській ЧК. У травні 1921 переданий з МВО до цивільних установ.
- Зиков Павло Карпович, нар. у 1886. З міщан м. Бірськ Уфимської губ. Проживав у Петропавловську, в війну працював на Шосткинському пороховому заводі, потім в Бірській продовольчій управі, в Білій армії — там же, потім у Колчака воєнним чиновником. Взятий у полон, до 1921 року в Рязанському концтаборі.
- Іванов Максим Онисимович, нар. у 1878 у с. Локотки Чернігівської губ. Учасник Білого руху. Взятий у полон, на особливому обліку з 1920 Шосткинській ГПУ.
- Кишкин Павло Григорович, нар. у 1892 у с. Горбов Новгород-Сіверського п. Поручик. Учасник Білого руху. Взятий у полон, на особливому обліку з 1919 у Шостці.
- Колодко Михайло Максимович, нар. у 1892 у с. Локотки Глухівського у. Поручик. Учасник Білого руху. Взято в полон, на особливому обліку з 1926 у Київській ГПУ. Його брат Пантелеймон емігрував у Америку де служив у поліції[18].
- Корнієнко Петро Данилович, нар. у 1897 м. Вороніж Чернігівської губ. Прапорщик. У 1918 у гетьманській армії. Взятий у полон, на особливому обліку з 1926 у Шосткинській ГПУ.
- Коршунов Костянтин Костянтинович, нар. у 1893 у м. Шостка Чернігівської губ. Чиновник воєнного часу. У Збройних силах Півдня Росії. Взятий у полон, на особливому обліку з 1923 у Чернігівській ГПУ.
- Кузьмин Олексій Васильович, нар. у 1893 у Шостці Чернігівської губ. Поручик. У Збройних силах Півдня Росії і Російській Армії до евакуації Криму. Розстріляний більшовиками 28 грудня 1920 у Севастополі.
- Кузьмин Василь Лукич, нар. у 1890 у Шостці Чернігівської губ. Штабс-капітан. У Збройних силах Півдня Росії і Російській Армії. Взятий у полон. Станом на 1 вересня 1922 на особливому обліку у Чернігівській ДВК, з 1922 у Чернігівській ГПУ.
- Куліновскій Микола Георгійович, нар. 5 жовтня 1890 в Санкт-Петербурзі. Поручик інженерних військ. У білих військах Східного фронту. Взятий у полон, на особливому обліку з 1921 у Шосткинській ЧК. Станом на 1 вересня 1922 — в Чернігівському ДВК.
- Кучеровский Євген Миколайович, нар. у 1893 у Шостці Чернігівської губ. Його мати і сестри проживали в Києві по вул. Львівська, 35. Підпоручик. Під Збройних силах Півдня Росії і Російської Армії до евакуації Криму. Позбавлений життя надзвичайною трійкою 4 грудня 1920 року у Феодосії[48]
- Кучеровский Микола Петрович, нар. у 1878 р. у м. Шостка Глухівського у. Чернігівської губ. Штабс-капітан. В армії УНР. Взятий у полон, на особливому обліку з 1920 в Кам'янецькій ГПУ.
- Лазаренко Михайло Абрамович, нар. у 1891 Шостці. Прапорщик. Учасник Білого руху. Взятий у полон 1919. На особливому обліку в Україні.
- Ліберман Іван Володимирович, нар. у 1875 у Шостці. Військовий чиновник, колезький асесор. Піротехнік. У Збройних силах Півдня Росії і Російській Армії до евакуації Криму. Розстріляний більшовиками 17 січня 1921 у Сімферополі.
- Мальченко Степан Микитович, нар. 28 жовтня 1858 у Шостці Глухівського п. Санкт-Петербурзька військова прогімназія, Піротехнічна артилерійська школа 1879, Михайлівське артилерійське училище 1883. Полковник, командир 6-го Туркестанського стрілецького артилерійського дивізіону. Георгіївський кавалер. У 1918 у гетьманській армії, потім в армії УНР. В еміграції 1921—1923 в Польщі.
- Марковський Василь Йосипович, нар. 1 січня 1888 на Шосткинському заводі. З потомствених почесних громадян. Тульське реальне училище 1895, Київське піхотне юнкерське училище 1897, академія Генштабу 1905. Офіцер 1-й резервної артилерійської бригади. Полковник, начальник штабу 155-ї піхотної дивізії. Генерал-майор штабу Іркутського військового округу. У білих військах Східного фронту; з листопада 1918 начальник Головного Штабу, з 3 січня 1919 ВО помічника військового міністра з організаційної та інспекторської частини — начальник Головного Штабу, на 15 листопада 1919 командувач військами Єнісейської і частини Іркутської губерній. Генерал-лейтенант (з 18 жовтня. 1918). В еміграції у Франції. Помер після 1932. Дружина Тетяна Володимирівна Зубко.
- Нагорний Семен Федорович, нар. у 1895 у м. Шостка Чернігівської губ. Прапорщик. 1918 гетьманської армії. Взятий у полон, на особливому обліку з 1923 у Чернігівській ГПУ.
- Назаренко Іван Карпович, нар. 16 листопада 1897 у Шостці Чернігівської губ. Закінчив Білгородське реальне училище (Курська губернія). Навчався в Харківському комерційному училищі. Вибув з 2 курсу. Емігрував. У 1923 живе в Парижі, працює чорноробом.
- Никифоров Павло Михайлович, нар. 1884 у м. Шостка Чернігівської губ. З міщан. Піротехнічне артилерійське училище в Петрограді 1907. Офіцер Курського піротехнічного заводу. У Збройних силах Півдня Росії і Російській Армії. Штабс капітан. Взятий у полон у кінці жовтня 1920. Розстріляний 5 грудня 1920 р. у Херсоні.
- Новиченко Петро Іванович, нар. у 1889 м. Ямпіль Чернігівської губ. Чиновник воєнного часу. Учасник Білого руху. Взятий у полон, на особливому обліку у Шостинській ГПУ.
- Оскра Георгій Сидорович, нар. у 1864 у м. Шостка. Військовий чиновник. Учасник Білого руху. Взятий у полон, на особливому обліку у Чернігівській ГПУ.
- Осьмаченко Іван Семенович, нар. у 1897 м. Вороніж. Прапорщик. Учасник Білого руху. Взятий у полон, на особливому обліку у Чернігівській ГПУ.
- Петров Олександр Іванович, нар. у 1887 у м. Шостка Чернігівської губ. Військовий чиновник. У 1918 у гетьманській армії. Взятий у полон, на особливому обліку з 1920 в Ніжинській ЧК.
- Пипенко Федір Симонович, нар. у 1896 у м. Шостка Чернігівської губ. Чиновник воєнного часу. У польській армії. Взятий у полон, на особливому обліку у Чернігівській ГПУ.
- Платковський Микола Михайлович, нар. 3 травня 1884. Полтавський кадетський корпус 1901, Михайлівське артилерійське училище 1904 Михайлівська артилерійська академія 1911. Офіцер 42-ї артилерійської бригади. Полковник, старший технік Шосткинського порохового заводу. У Збройних силах Півдня Росії і Російської Армії до евакуації Криму. Евакуйований на кораблі «Румунія». В еміграції в Югославії, до 1940 член Товариства офіцерів-артилеристів.
- Портянко Єлисей Олексійович, нар. у 1891 у м. Шостка Чернігівської губ. Штабс-капітан. Учасник Білого руху. Взятий у полон, на особливому обліку з 1923 у Чернігівській ГПУ.
- Портянко Федір Олексійович, нар. в м Шостка Чернігівської губ. Поручик. У білих військах Східного фронту. Взятий у полон, на особливому обліку з 1919 у Ново-Миколаївській ЧК. Восени 1921 р. — на Красноярських артилерійських складах.
- Прохоровский Олексій Павлович, нар. у 1889 у Шостці Чернігівської губ. Поручик (пер. 1917 з губернський секретарів) Ташкентського артилерійського складу. Піротехнік. В армії УНР. Взято заручником влітку 1919 у Кременчуці, на особливому обліку з 1919 у Кременчуцькій ЧК. До 1928 року в РСЧА.
- Разумєв Степан Олексійович, нар. 27 грудня 1897 м. Шостка Чернігівської губ. Закінчив Одеське училище Торгового Мореплавання. Емігрував. У 1923 живе у Греноблі, вчиться а філологічному факультеті університету.
- Ромаленко Григорій Сергійович, нар. у 1894 у м Шостка. Прапорщик. У Збройних силах Півдня Росії. Взятий у полон. З 1927 на особливому обліку в Глухівській ЧК.
- Саврасов Василь Федорович, нар. у 1893 у м Шостка. Поручик. У Збройних силах Півдня Росії. Взятий у полон, на особливому обліку в Новгород-Сіверській ЧК.
- Савченко Олександр Данилович, нар. у 1894 у м Шостка. Чиновник воєнного часу. Учасник Білого руху. Взятий у полон, на особливому обліку у Чернігівській ГПУ.
- Самохін Дмитро Деонисович, нар. у 1898 у м Шостка Чернігівської губ. Прапорщик. У 1918 у гетьманській армії. Взятий у полон, на особливому обліку в Україні.
- Сидорчук Петро Максимович, нар. у 1871 року в Санкт-Петербурзі. Військовий чиновник. Учасник Білого руху. Взятий у полон, на особливому обліку у Шосткинській ЧК.
- Сирота Феодосій Миколайович, нар. у 1897 р. у Шостці. Прапорщик. Учасник Білого руху. Взятий у полон. З 1923 на особливому обліку у Шосткинській ЧК.
- Спурре Дмитро Іванович, нар. у 1884 у м. Шостка Чернігівської губ. Штабс-капітан. У Збройних силах Півдня Росії. Взятий у полон. З 1923 на особливому обліку в Севастопольській ЧК.
- Стригуненко Микола Потапович, нар. у 1876 у м. Кальчик Терської області. Військовий чиновник. У Збройних силах Півдня Росії. Взятий у полон. З 1919 на особливому обліку у Шосткинській ЧК.
- Стрищненко Микола Потапович, нар. у 1870 у м. Шостка. Військовий чиновник. Учасник Білого руху. Взятий у полон. З 1919 на особливому обліку у Шосткинській ЧК.
- Тархов Дмитро Львович, нар. у 1882. 2-й Московський кадетський корпус 1900. Офіцер з 1902. Полковник. У 1918 у гетьманській армії, з 12 лютого та 12 листопада 1918 помічник начальника Михайлівського Шостенського порохового заводу.
- Ткаченко Василь Іванович, нар. у 1887 у м. Новгород-Сіверському. Чиновник воєнного часу. Учасник Білого руху. Взятий у полон. З 1921 на особливому обліку у Шосткинській ЧК.
- Федорченко Олексій Петрович, нар. у 1883 у м. Шостка. Чиновник воєнного часу. Учасник Білого руху. Взятий у полон, на особливому обліку у Чернігівській ГПУ.
- Фомічев Сергій Іванович, нар. у 1884 в Санкт-Петербурзі. Штабс-капітан. Учасник Білого руху. Взятий у полон. З 1920 на особливому обліку у Шосткинській ЧК.
- Хоменко Микола Дмитрович, нар. у 1889 у м. Шостка. Підпоручик. У Збройних силах Півдня Росії. Взятий у полон. З 1926 на особливому обліку в Сімферопольській ЧК.
- Хрущов Михайло Олександрович, нар. 10 вересня. 1881 у Шостці. Михайлівське артилерійське училище 1901, академія Генштабу 1907. Полковник, командир 15-го гренадерського полку. У 1918 у гетьманській армії, з 15 жовтня 1918 керуючий справами Військово-наукового комітету Головного управління Генерального штабу, начальник канцелярії того ж комітету. 3 грудня 1918 переведений в чин генерал-хорунжого. У Збройних силах Півдня Росії. Евакуйований в грудні 1919 — березні 1920. На травень 1920 року в Югославії. В еміграції там же, на 1 квітня 1937 член Товариства офіцерів Генерального штабу. Генерал-майор. Помер у 1972 Сремських Карловцях. Дружина Віра Власівна (1890—1961 там само), дочка Надія 1906 р.н.
- Шалига Дмитро Пилипович, нар. у 1870 у м. Шостка. Штабс-капітан. У 1918 у гетьманській армії. Взятий у полон. З 1919 на особливому обліку в Глухівській ЧК.
- Юркевич Микола Степанович, нар. у 1875. Син штабс-капітана. Полоцький кадетський корпус 1894, Михайлівське артилерійське училище 1897, Михайлівська артилерійська академія 1904. Полковник, начальник Шосткинського порохового заводу. Залишився в СРСР. В'язень Біломорсько-Балтійського виправно-трудового табору. Розстріляний 4 грудня 1937 околицях Медвежегорська (урочище Сандармох).
- Юр'ївський Іван Миколайович, нар. у 1885 у Санкт-Петербурзі. Поручик. Учасник Білого руху. Взятий у полон. З 1919 на особливому обліку у Шосткинській ЧК.
- Яковлєв Павло Георгійович, нар. у 1869 у Шостці Чернігівської губ. Військовий чиновник. У білих військах Східного фронту. Взятий у полон. З 1923 на особливому обліку у Чернігівській ГПУ.
- Яременко Олександр Іванович, нар. у 1890 у Чернігівській губ. Учасник Білого руху. Взятий у полон. З 1920 на особливому обліку у Шосткинській ЧК.[49]

Українські коменданти Шостки Георгій Пилипенко та Степан Шашура емігрували.

## Вшанування пам'яті

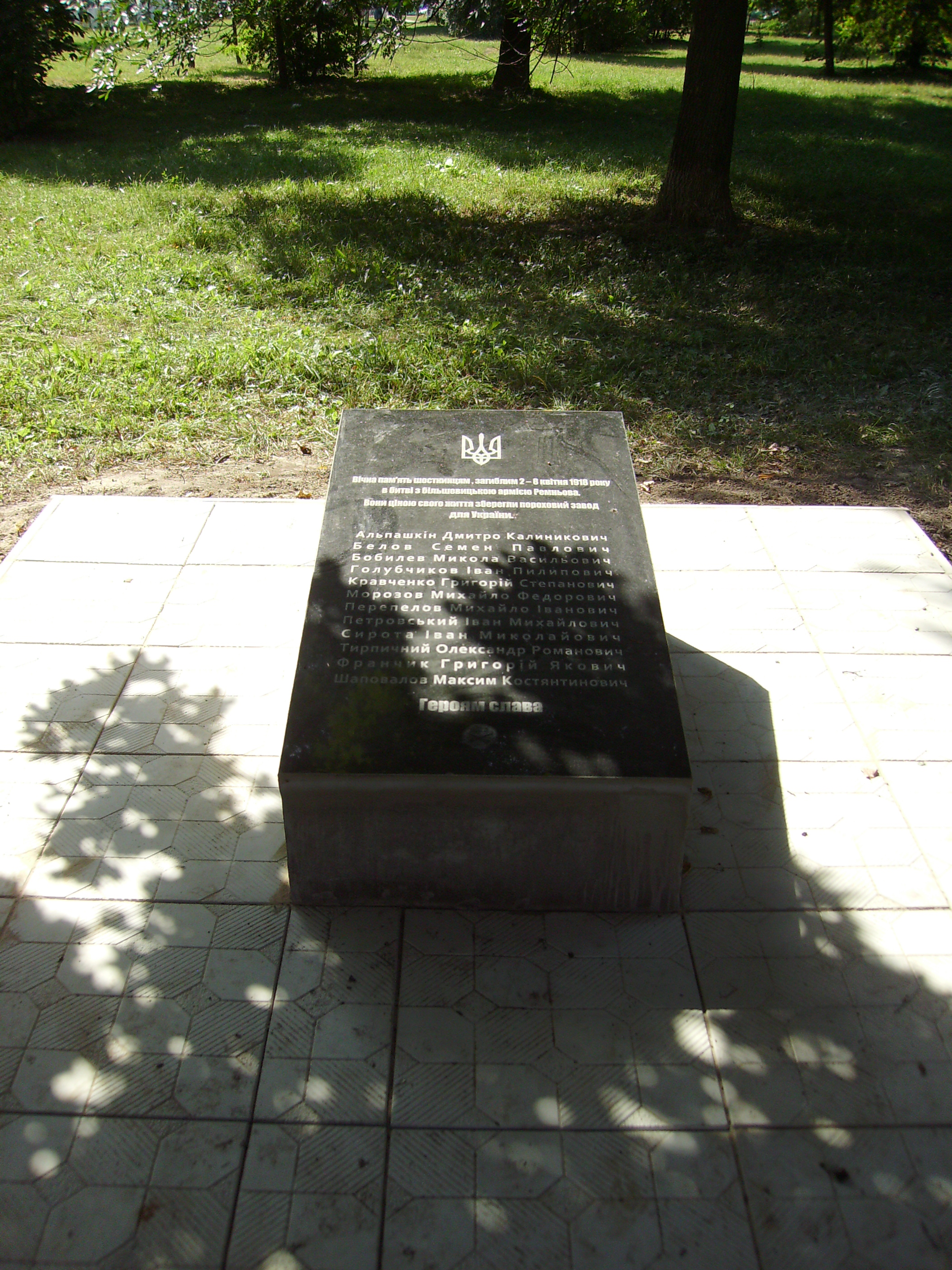
Могила антибільшовицьких повстанців 1918 року, парк Свободи у місті Шостка Сумської області.jpg

03.09.2018 у місті Шостка в парку Свободи встановили намогильний пам'ятник учасникам антибільшовицького повстання 1918 року

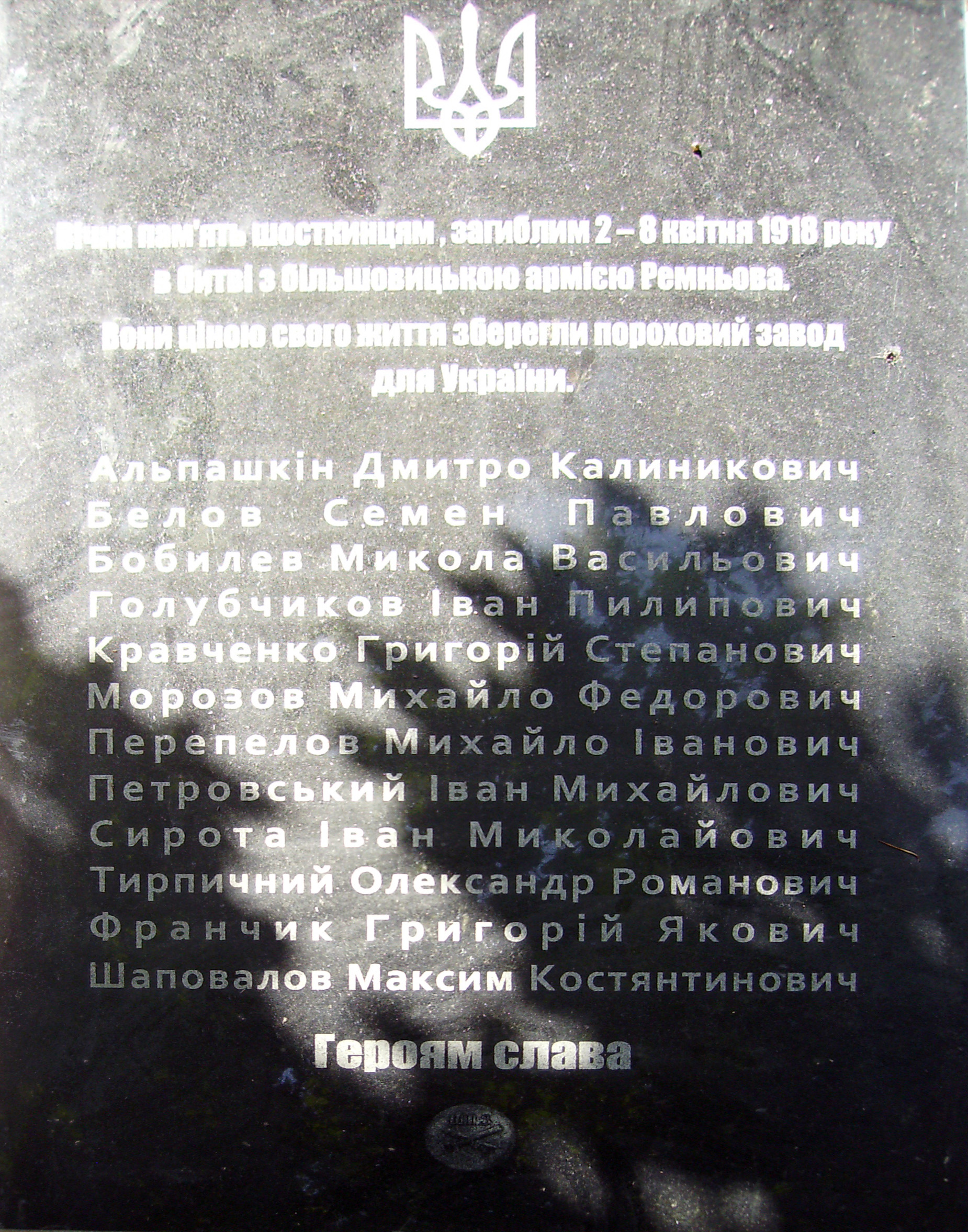
Могила антибільшовицьких повстанців 1918 року, парк Свободи у місті Шостка Сумської області

На надмогильній плиті викарбувано: «Вічна пам'ять шосткинцям, загиблим 2-8 квітня 1918 року в битві з більшовицькою армією Ремньова. Вони ціною свого життя зберегли пороховий завод для України» та 12 прізвищ загиблих повстанців.